# Huset Bourbon
Huset Bourbon er et europæisk fyrstehus med oprindelse i Frankrig. Navnet stammer fra byen Bourbon-l’Archambault i Midtfrankrig, centrum for herskabet og det senere hertugdømme Bourbon. 
Slægten er en sidelinje af Huset Capet og var oprindelig fransk kongeslægt. Den er en af Europas mest indflydelsesrige fyrstelige slægter med grene, der har regeret i Frankrig, Spanien, Begge Sicilier, Parma og Luxembourg. 
Den nuværende konge af Spanien og storhertug af Luxembourg tilhører begge Huset Bourbon. I nutiden regerer slægten i Spanien og Luxembourg.   

## Oprindelse
Bourbon-slægten nedstammer fra grev Robert af Clermont. Han var den yngste søn af kong Ludvig IX af Frankrig (Ludvig den Hellige).  
Robert af Clermont var gift med Beatrix af Burgund, frue af Bourbon. Hun var datterdatter af Archambault IX (1205 – 1249), der var herre over og regent af Bourbon (Seigneur de Bourbon). Efter Archambaults død gik hans besiddelser i arv til døtrene Mathilde og Agnes og derefter til datterdatteren Beatrix.
Roberts og Beatrixs søn Ludvig (1279–1342) arvede sin oldefars besiddelser. Derved blev han den første hertug af Bourbon.

## Adelige medlemmer af Bourbon-slægten
- Robert, greve af Clermont (1256–1317).
- Ludvig 1., hertug af Bourbon (1279–1342).
- Jacques  af Bourbon-Vendôme  (1319 – 1362), greve.
- Jean af Bourbon-Vendôme  (1344 – 1393), greve.
- Ludvig 1. af Bourbon-Vendôme  (1376 – 1446), greve.
- Jean 8. af Bourbon-Vendôme (1428 – 1477), greve.
- Frans af Bourbon-Vendôme (1470 – 1495), greve.
- Karl af Vendôme (1489 – 1537), hertug.
- Anton af Bourbon (1518 – 1562), titulær konge af Navarra.

## Franske del af slægten

### Konger af Frankrig og Navarra
- Henrik 4. af Frankrig (1553 – 1610)
- Ludvig 13. af Frankrig (1601 – 1643)
- Ludvig 14. af Frankrig (1638 – 1715).
- Ludvig 15. af Frankrig  (1710 – 1774).
- Ludvig 16. af Frankrig (1754 – 1793).
- Ludvig 18. af Frankrig (1755 – 1824).
- Karl 10. af Frankrig (1757 – 1836).

### Hertuger af Orléans
- Filip 1. af Orléans (1640 – 1701).
- Filip 2. af Orléans (1674 – 1723), fransk statsminister og regent.
- Ludvig af Bourbon – Orléans (1703 – 1752).
- Ludvig Filip 1. af Orléans (1725 –1785).
- Ludvig Filip 2. af Orléans (1747 –1793).

### De franskes konge
- Ludvig-Filip af Frankrig (1773 – 1850), de franskes konge (Roi des Français).

## Konger og dronninger af Spanien
- Filip 5. af Spanien (1683 – 1746).
- Ludvig 1. af Spanien (1707 – 1724).
- Ferdinand 6. af Spanien (1713  – 1759).
- Karl 3. af Spanien (1716 – 1788).
- Karl 4. af Spanien (1748 – 1819).
- Ferdinand 7.  af Spanien (1784 – 1833).
- Isabella 2. af Spanien (1830  – 1904).
- Alfons 12. af Spanien (1857  –  1885).
- Alfons 13. af Spanien (1886 – 1941).
- Juan Carlos af Spanien  (født 1938).
- Felipe 6. af Spanien  (født 1968).

## Konger af Napoli og Sicilien
- Karl 7. og 5. (1716 – 1788).
- Ferdinand 4. og 3. (1751 – 1825).

## Konger af Begge Sicilier
- Ferdinand 1. af Begge Sicilier (1751 – 1825).
- Frans 1. af Begge Sicilier (1777 – 1830).
- Ferdinand 2. af Begge Sicilier (1810 – 1859).
- Frans 2. af Begge Sicilier (1836 – 1894).

## Hertuger af Parma
- Karl 1. af Parma (1716 – 1788).
- Filip 1. af Parma (1720 – 1765).
- Ferdinand 1. af Parma (1751 – 1802).
- Karl 2. af Parma (1799 – 1883).
- Karl 3. af Parma (1823 – 1854).
- Robert 1. af Parma (1848 – 1907).

## Storhertuger af Luxembourg
- Jean af Luxembourg (1921 – 2019).
- Henri af Luxembourg (født 1955).